# طاعون بزرگ مارسی

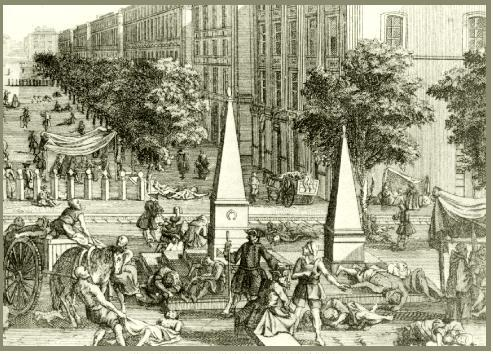
همه‌گیری طاعون گسترده در مارسی

طاعون بزرگ مارسی آخرین مرحله از طاعون‌های گسترده اروپا در اوایل قرن هیجدهم میلادی بود که در۱۷۲۰ میلادی به مارسی فرانسه رسید و ۱۰۰٬۰۰۰ نفر از مردم این شهر را کشت؛ با این وجود، مارسی خیلی زود از نتایج این طاعون مهیب خلاصی یافت؛ برای مثال، تا چندین سال بعد تجارت با آمریکای لاتین و جزایر هند غربی رونق گرفت و در ۱۷۵۶ میلادی، جمعیت شهر به اندازه پیش از سال ۱۷۲۰ رسید.
سوابق تاریخی می‌گویند که این طاعون از زمانی آغاز شد که کشتی به نام گراند سن آنتوان در مارسی فرانسه لنگر انداخت و محموله ای از کالا را از شرق مدیترانه حمل می‌کرد. اگرچه کشتی قرنطینه شده بود، طاعون وارد شهر شد و احتمالاً از طریق کک‌های جوندگان آلوده به طاعون منتقل شد. حدود ۳۰ درصد از جمعیت مارسی در اثر این بیماری از بین رفتند.